# Riviera: The Promised Land
Riviera: The Promised Land  (Riviera ～約束の地リヴィエラ～ Yakusoku No Chi Riviera?,  Lit. La Isla Flotante Riviera) es un videojuego de rol creado por Sting Entertainment el 2002 para WonderSwan Color, originalmente exclusivo en Japón. Este juego es el primer capítulo de la serie Dept. Heaven. El 2004, se hizo una versión para Game Boy Advance, con traducción posterior para Norteamérica por parte de Atlus y el 2006 una versión para PlayStation Portable, con traducciones para Norteamérica y Europa por parte de Atlus y 505 Games, respectivamente. El 2024, se hizo una nueva versión "HD REMAKE", inicialmente solo para Japón para Nintendo Switch y posteriormente para el resto del mundo en inglés en la misma consola, después para iOS y Android, y finalmente para Windows 11 a través de Steam.

## Jugabilidad
Riviera es un juego de rol con medidores ATB (oculto por defecto), con partes de estrategia y de citas. En esta última parte, afecta a 4 chicas antes de la batalla final. Al terminar uno de los 7 capítulos principales, los personales empiezan en Elendia, para obtener la misión. Cada capítulo contiene 9 zonas, 8 de ellas son zonas normales, la zona 9 es secreta y la zona 8 es de batalla final. Además, todos los TP (Trigger Point) son borrados y el puntaje varía en turnos, objetos y con la chica que tiene mayor valor, lo que hace recuperar ciertos TP y usarlos en el siguiente. Se presiona SELECT (Y3 en WonderSwan) para alternar entre jugabilidad y menú principal (exc. en iOS y Android, ya que esas teclas están en la pantalla táctil).

### Campo
A diferencia de otros juegos de rol, este juego utiliza ETS (Easy Trigger System). Las flechas hacen una de las acciones del personaje. Se presiona A en WonderSwan, GBA o Nintendo Switch, ○ en PSP japonesa o Ｘ en PSP norteamericana, o la pantalla táctil fuera de las teclas en pantalla para alternar entre los modos LOOK y MOVE. Por defecto es MOVE MODE. Además, hay varias pruebas para completar:
- Seguir la secuencia antes de que se acabe el tiempo (falla al presionar una tecla equivocada).
- Presionar repetidamente una tecla antes de que se acabe el tiempo.
- Seguir la secuencia sin errores (presiona la tecla si la barra llega a esa tecla).
- Calcular la línea blanca (aparece la flecha).

Fallando en una de estas pruebas afecta negativamente la salud, y con ella, el HP MAX. La salud aumenta en cada turno hasta llegar al MAX.
LOOK MODE
En LOOK MODE (QUEST MODE en Japón), al presionar una flecha en el color blanco, se activará un evento sin necesidad de usar TP. Al presionar uno rojo, consumirá un TP, que se obtiene en batalla. Los TP son borrados al cambiar de capítulo, pero solo se recuperará parte de los TP tras la evaluación. Es posible que no haya objetos en los cofres, o que en los mismos hayan trampas.
MOVE MODE
En MOVE MODE, al presionar una flecha, cambia de dirección de la zona, agregando un turno al conteo. Por lo general, no se necesitan TP al mover el personaje. Al salir de la última pantalla de la zona, podrá guardar la partida antes de entrar a la siguiente. A pesar de que el juego no tiene límite de turnos, el jugador obtiene mayor puntaje si hace menos movidas.

### Batalla
Antes de empezar, usualmente los jugadores se retiran, dando tiempo para iniciar la estrategia. Al empezar la batalla, el jugador escoge a 3 de 5 personajes en formaciones Ataque (2-1) y Mágia (1-2). Además, el jugador escoge 4 objetos de batalla (en el modo original, solo tiene 15 ranuras y el objeto 16 es descartado si se obtiene). Además, cada objeto difiere el ataque del personaje. Ledah solo puede usar su arma Lorelei y no puede usar otros objetos. No todas las armas y protectores son compatibles con los personajes. Einherjar y Lorelei son armas divinas, por lo que llevan un signo infinito y no pueden romperse ni ser dañados por ataques enemigos, por lo que evita una derrota prematura por falta de objetos.
El orden empieza con la barra ATB que se vacía basada en velocidad, formación y último ataque del personaje. Si el turno es uno de los personajes del jugador, se escoge uno de los 8 ataques, 4 normales y 4 OverSkill. Si el ataque es OverSkill, se gastará parte del medidor Overdrive. El medidor se llena al causar o recibir daños. Ataques normales no necesitan usar Overdrive, ataques LV 1 o 2 gastan uno o 2 niveles de Overdrive, respectivamente, ataques LV 3 gasta toda la barra y aparece el nombre de ataque, pero un ataque EXL, además de aparecer el nombre de ataque, rompe la barra de Overdrive. Esa barra se restablece al terminar la batalla. Si el turno es un enemigo, usará uno de los 4 ataques: normal, ETC, RAGE y MAX. Un ataque normal no usa la barra de ira, un ataque RAGE gastará parte de la barra, si esta pasa la línea, pero un ataque MAX gastará toda la barra de ira, apareciendo el nombre de ataque. Esta barra se llena al recibir daños y se vacía durante el transcurso. Además, un ataque ETC, es una habilidad de recuperación, soporte o transformación de un monstruo objetivo. La barra en blanco se llena hasta el borde de la línea RAGE cuando ciertos enemigos son eliminados.
Si todos los personajes son eliminados o si el usuario se queda sin objetos de batalla, la partida terminará en derrota, dando la opción de reintentar con parámetros enemigos bajos y Overdrive al MAX. Si el personaje eliminado es una chica, perderá su afecto. En cambio, si todos los enemigos son eliminados, si uno de los personajes usa reiteradamente un objeto con EXP, aprenderá un ataque OverSkill y aumentará su HP MAX, sus parámetros y, si el último atacante es una chica, su afecto. A la vez, aparecerá el rango que aumentará TP y obtendrá el objeto del último enemigo eliminado. El rango es afectado por la puntuación de batalla, el conteo de ATB y el LV de ataque del último personaje (no cuenta si el enemigo usó autodestrucción), pero baja si los personajes se retiran a mitad de batalla.

### Otras funciones
- A lo largo de la historia, Ein debe conquistar a las chicas, pero eso alterará el afecto de ellas.
- Existe el modo entrenamiento, pero no es seleccionable en la ciudad-base Elendia. El modo entrenamiento se difiere de la batalla real: no alterará el afecto de las chicas, el puntaje, ni la duración de objetos, por lo que las armas como la ropera de Serafín, cuyo ataque es más alto pero que se rompe tras usarse en batalla, no pueden romperse en el entrenamiento (exc. si son dañados por ataques enemigos), pero es posible obtener un objeto al terminar el entrenamiento.

## Historia
"Asgard, el reino de los dioses. Utgard, tierra de demonios." Hace mucho tiempo, la batalla entre dioses y demonios --Ragnarok-- eruptó...

...y la tierra entró en caos.
Asgard, acorralada por demonios, estaba al borde de la destrucción. En desesperación, los dioses rompierón un antiguo tabú. Sacrificando sus vidas, crearon ángeles siniestros de alas negras conocidos como "Grim Angels". cada Grim Angel posee una "adivinadora", arma que elimina a los demonios con facilidad. Al terminar la guerra, los demonios fueron sellados, los ángeles fueron retirados, pero los dioses no regresarón. Como último recurso, los dioses dejarón su poder y conocimiento en Riviera, la isla flotante, convirtiéndose en especies hasta su regreso. Han pasado 1000 años.
Señales de demonios han vuelto a emerger de Riviera. Sin los dioses, Asgard no sobrevivirá a otra guerra. En ese caso, los 7 Magi, Proxies de los dioses, tomaron una decisión...

...actavarán la "Retribución". Los Magi eligierón un grupo de ángeles para tomar el plán. Ángeles de alas negras portando "adivinadoras" -Grim Angels- nacierón después de 1000 años. Dos ángeles bajarón a la tierra sagrada de Riviera.
Traducción de la introducción.

### Progreso del juego
Hector, uno de los 7 Magi, envió a Riviera a Ein (エクセル Ekuseru?,  Ecthel en la versión japonesa), un ángel sin alas espadachin, portador de la "adivinadora" Einherjar y Ledah (レダ Reda?), un ángel de alas negras portador de la "adivinadora" Lorelei, junto con un familiar de Ein, Rose (ロゼ Roshie?), una gata alada. Ellos fueron ordenados para activar la "Retribución" que destruye a todos los demonios, pero con Riviera en el proceso. Al final de la puerta celestial, los 3 se topan con Ursula, la guardiana de Riviera. Ein cae en plena batalla y es enviado a Yggdrasil por Ursula. Ledah y Rose atravesarón la puerta a Riviera, Rose se pierde en el proceso, pero Ein, como se detectó que el corazón era bueno, fue encargado de proteger a Riviera.
Ein despierta con amnesia y no sabe su propósito u origen. Fue ayudado por Fia (フィア?) y Lina (ルゥリ Rūri?, Lyuri en la versión japonesa), residentes de Elendia, pueblo cercano a Yggdrasil. Fia es la más madura respecto a las demás chicas y porta espadas, roperas y armas curativas. Lina es una niña chica, a pesar de tener un año más que Fia, y porta arcos u otras armas de largo alcance. Dieron las noticias de que los "Accursed" - los progenitores del mal - han revivido y los 3 empezaron a investigar. Mientras que Ledah entra a Yggdrasil para activar la "Retribución", los personajes se topan con Serene (セレネ?), la última Arc portadora de guarallas u otras armas de palo y guardiana de la isla Rosalinda, debido a que los otros Arcs fueron eliminados por Malice (マリス Marisu?), a Cierra (シエラ Shiera?), una bruja atolondrada que apenas puede portar escobas u otras armas mágicas y eventualmente a Rose, que perdió el habla debido a que Cierra accidentalmente dio la poción que le impediría hacerlo.
Después de que los personajes (Ein, Fia, Lina, Serene, Sierra y Rose) eliminara a todos los 4 "Accursed", ahora todos viven en Elendia pero Ursula advierte que Yggdrasil está siendo atacada por Ledah e intenta destruir los 3 acuarios, la fuente de Yggdrasil. Después de interceptar a Ledah, aparece la tercera "Grim Angel", Malice, que intenta eliminar a los personajes. Ledah muere interceptando el último ataque de Malice, pero antes, advierte de que Hector ha trampeado todo ese tiempo: no fue deseado por los dioses, pero busca su poder para él mismo.
Los personajes intercertarón a Malice, pero no evitarón la destrucción del último acuario. A mitad de batalla, Ledah intercepta uno de los ataques de Malice y muere, diciendo a Ein que interceptara a Hector. Los personajes entraron al Laberinto de Sombras, donde Seth, el sellado, es prisionero. Hector intenta convertirse en un verdadero dios, inicialmente sacrificando a Malice junto con una de las 4 chicas (Rose no cuenta) para liberar a Seth y después fusionarse con él para convertirse en Seth-Rah. Al eliminarlo, el laberinto es destruido pero los personajes son forzadamente teletransportados a Yggdrasil por Ursula.
Debido a la muerte de Seth-Rah, Ursula deja de existir, no sin antes revivir a la chica que Hector sacrificó, y le encarga a los personajes continuar con la protección de Riviera.
Debido al contenido de simulador de citas presente en Riviera, presenta 7 finales: una por cada chica (4 en total), Rose como humana, Rose como gato y el capítulo 8, presente en PSP y en la versión norteamericana de GBA, en donde la batalla final es contra Hades. Además, Rose completa el diario que Ein empezó (sin importar el final). Además, Rose como humana es un final secreto que no estaba presente en la versión de WonderSwan, y Rose no posee el parámetro afecto.

## Desarrollo
Riviera originalmente fue desarrollada en Japón para WonderSwan Color. Se inició el desarrollo el 2000 con un lanzamiento el 2002. 
El 2004, fue recreada para Game Boy Advance, con cambios gráficos y nuevos CG, eventos y voces limitadas. Un año después, se hizo una traducción por parte de Atlus para Norteamérica, remplazando voces originalmente en japonés por voces en inglés. El 2006, fue recreada para PSP con cambios gráficos, nuevos CG y voces completas pero los sprites fueron reformados respecto a las versiones GBA y WonderSwan. 
El 2007, Atlus lanzó esta versión para Norteamérica,  que incluye voces en inglés además de voces japonesas y un acceso al capítulo 8, presente solo en la versión norteamericana de GBA y rediseñado en esta entrega. Ese mismo año, Sting se hizo una versión especial que solo incluye texto en japonés en vez de inglés pero incluye todos los datos de la entrega norteamericana. El 2008, fue lanzado en Europa por parte de 505 Games pero la interfaz está en inglés, francés e italiano, sacrificando las voces japonesas y se queda con las voces en inglés.
El 2024, la versión HD REMAKE se creó inicialmente para Nintendo Switch, siendo inicialmente exclusiva de Japón. Dicho lanzamiento fue en febrero (la versión en inglés que fue lanzada globalmente fue a finales de noviembre), pero se lanzaron posteriormente a iOS y Android en mayo y para PC en julio vía Steam, todos en el mismo año. Uno de los cambios es que el mapa y el TP son agrupados en una misma pantalla y no cambian al cambiar el modo. Los nombres de los personajes se usaron nuevas fuentes, reemplazando a las antiguas. Al igual que en las versiones japonesas nuevas de PSP, se puede elegir las voces en japonés e inglés. Los BGM se pueden escoger entre el original de PSP, el de GBA, el de WonderSwan, el MIDI monofónico y el MIDI polifónico. Los efectos de sonido pueden elegirse entre los de GBA o los de PSP. Los sprites se pueden ver pixelados (como en WonderSwan) o con antiaislado (como en PSP) y pueden usar la coloración original (como en WonderSwan) o la nueva (como en GBA). La sección extra (como los rostros, las pruebas de sonido, etc.) están disponibles desde el inicio, pero no se han descartado los objetos que desbloquean dichas funciones por si el usuario quiere obtener más puntos. Además, se encuentra la dificultad, siendo EASY, NORMAL y HARD, y solo dos modos de juego, siendo el original (que tiene la restricción de 15 objetos) y el nuevo modo estándar (que permite fusionar objetos hasta 99 copias, ampliar la restricción a 99, agregar un TP extra al terminar batalla y los objetos son más durables)

## Recepción
Riviera tuvo múltiples recepciones. La versión de GBA tuvo mejores puntuaciones, con Game Informer que tuvo 8.25 de 10 y GameSpot que tuvo 8.7 de 10. En GameSpot, tuvo puntajes un poco bajos en PSP con 7 de 10. Famitsu calificó a la versión de WonderSwan un 31 de 40. GameFAQs tuvo mejores puntuaciones por parte de usuarios, con 4.4, 4.06 y 3.86 de 5 estrellas en WonderSwan, GBA y PSP, respectivamente. GameSpy calificó a la versión de GBA con un 3.5 de 5. Nintendo Power calificó a la entrega de GBA un 6.5 de 10.